# Dpkg

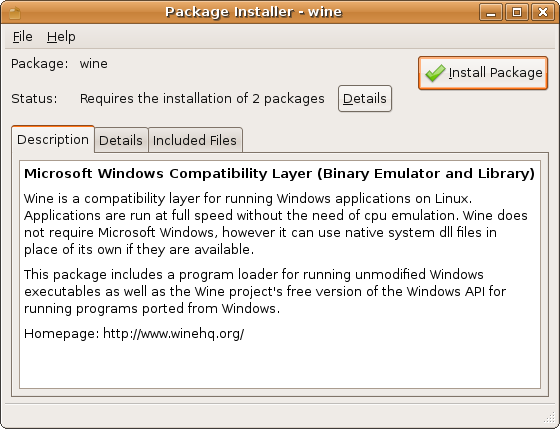
Gdebi

dpkg (debian package) este un software gestionar de pachete din sistemul de operare opensource Debian precum și numeroasele sale derivate. Dpkg este un instrument de nivel scăzut ce servește la instalarea, dezinstalarea și interogarea individuală a pachetelor .deb. Dpkg este front-end pentru aptitude. Varianta GUI pentru dpkg este Gdebi.
Pe lângă Debian programul este utilizat și de proiectul Fink, care oferă pachete opensource pentru Mac OS X și distribuția OpenSolaris Nexenta OS. Dpkg este, de asemenea, adesea utilizat pentru gestionarea pachetelor pe dispozitive jailbreak
iOS. 
Dpkg a fost scris inițial de Ian Murdock în ianuarie 1994 ca un script Shell. A fost rescris de Matt Welsh și Carl Streeter în Perl, iar mai târziu partea principală a fost rescrisă în C de Ian Jackson.

## Instrumente de dezvoltare
Dpkg are o serie de instrumente care pot fi apelate la crearea unui pachet:
- dpkg-source - arhivează și dezarhivează fișierele sursă
- dpkg-deb - verifică intrarea și ieșirea din pachetele binare
- dpkg-gencontrol - citește informațiile arborelui sursă din pachetul Debian nearhivat și generează un pachet binar
- dpkg-shlibdeps - calculează dependențele executabile respectând în același timp bibliotecile.
- dpkg-genchanges - permite crearea fișierului de control (.changes) din sursele unui pachet Debian nearhivat.
- dpkg-buildpackage - script de control care poate fi folosit pentru a construi pachete automat
- dpkg-distaddfile - adaugă fișierul de intrare în Debian/files.
- dpkg-parsechangelog - permite afișarea evoluțiilor unui pachet prin citirea fișierului changelog, dintr-o arhivă care conține fișierele sursă ale unui pachet Debian
- dpkg-query - permite interogarea bazei de date locale care conține starea tuturor pachetelor Debian
- dpkg-repack - recreează un pachet Debian dintr-un pachet deja instalat
- dpkg-reconfigure - reconfigurează un pachet deja instalat.

## Comenzi dpkg
- instalarea unui pachet: # dpkg -i [nume_pachet]
- dezinstalarea unui pachet: # dpkg -r [nume_pachet]
- afișarea pachetelor instalate: # dpkg -l
- afișarea conținutului unui pachet: # dpkg --contents [nume_pachet]
- despachetarea unui pachet: # dpkg --unpack [nume_pachet]
- configurarea unui pachet despachetat: # dpkg --configure [nume_pachet]
- verificare pachet daca este sau nu instalat: # dpkg -s [nume_pachet]
- curățarea unui pachet: # dpkg -P [nume_pachet].[2]